# Reed City (Míchigan)
Reed City es una ciudad ubicada en el condado de Osceola en el estado estadounidense de Míchigan. Es sede del condado de Osceola. En el Censo de 2010 tenía una población de 2425 habitantes y una densidad poblacional de 443,32 personas por km².

## Geografía
Reed City se encuentra ubicada en las coordenadas 43°52′21″N 85°30′25″O / 43.87250, -85.50694. Según la Oficina del Censo de los Estados Unidos, Reed City tiene una superficie total de 5.47 km², de la cual 5.38 km² corresponden a tierra firme y (1.61%) 0.09 km² es agua.

## Demografía
Según el censo de 2010, había 2425 personas residiendo en Reed City. La densidad de población era de 443,32 hab./km². De los 2425 habitantes, Reed City estaba compuesto por el 94.76% blancos, el 1.73% eran afroamericanos, el 0.49% eran amerindios, el 0.16% eran asiáticos, el 0.04% eran isleños del Pacífico, el 0.33% eran de otras razas y el 2.47% pertenecían a dos o más razas. Del total de la población el 2.23% eran hispanos o latinos de cualquier raza.